# Article 105 de la Constitution belge
L'article 105 de la Constitution belge fait partie du titre III Des pouvoirs. Il limite la compétence du pouvoir exécutif à ce qui est prescrit par la Constitution.
Il date du 7 février 1831 et était à l'origine — sous l'ancienne numérotation — l'article 78. Il n'a jamais été révisé.

## Texte
« Le Roi n'a d'autres pouvoirs que ceux que lui attribuent formellement la Constitution et les lois particulières portées en vertu de la Constitution même. »

## Arrêtés royaux de pouvoirs spéciaux
Certaines lois particulières permettent au parlement d'autoriser le pouvoir exécutif de modifier certaines lois dans un domaine et pour une période déterminée. Ces normes législatives émanant du pouvoir exécutif sont appelées arrêtés royaux de pouvoir spécial (ARPS). Si une disposition prise dans ce cadre est inconstitutionnelle, il y a une présomption réfragable de constitutionnalité de la loi d'habilitation. Le pouvoir législatif peut adopter une loi confirmant les ARPS.